# Château de Sacrow
Le château de Sacrow est un petit château situé dans le village de Sacrow qui fait partie de la municipalité de Potsdam dans le Brandebourg (Allemagne). Il a été construit en 1773 par le lieutenant-général suédois von der Hordt. Il a appartenu à la couronne de Prusse de 1840 à 1918.

## Histoire

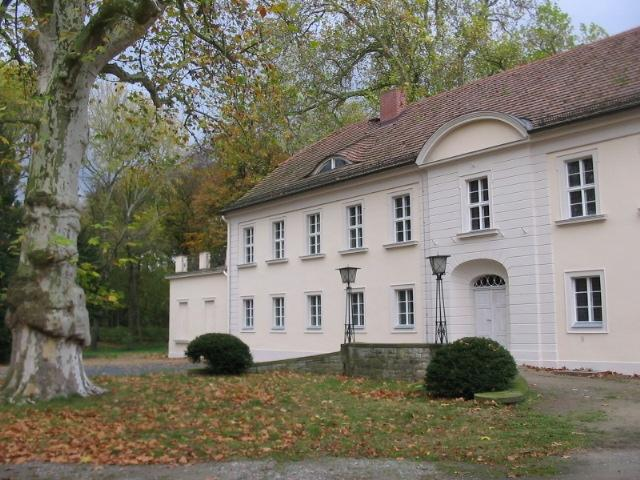
Façade d'honneur du château.

Les origines du château remontent à un domaine seigneurial mentionné au XIVe siècle. Le lieutenant-général von der Hordt, qui est commandant de la citadelle de Spandau, acquiert le domaine et fait construire neuf ans plus tard le château actuel qui a plus l'allure d'un simple manoir. À l'inverse des conventions de l'architecture baroque, il est strictement symétrique et se démarque par sa simplicité. Le milieu de la façade est à peine orné d'un fronton en arc de cercle. Il se caractérise à l'époque par une grande serre qui est reliée du côté sud du corps de logis.
Un chêne millénaire, monument protégé, se trouve dans le parc. Le baron Heinrich-Karl de La Motte-Fouqué, officier prussien d'origine huguenote, achète le château et ses terres en 1779. Son fils, le fameux poète Friedrich de La Motte-Fouqué, y passe plusieurs années de sa jeunesse. Il semble qu'il y ait trouvé sa source d'inspiration pour son Ondine, conte écrit en 1811, en évoquant le lac de Sacrow.
Un banquier berlinois du nom de Magnus achète le domaine en 1816. C'était un ami de la famille Mendelssohn qu'il invita au château. Felix Mendelssohn y composa son quartet à cordes op. 13 en la mineur. Une date importante pour le château est l'achat du domaine par le roi Frédéric-Guillaume IV en 1840. Il fait construire à 300 m la Heilandskirche en style italien. Ludwig Persius en est l'architecte et son ami le paysagiste Peter Joseph Lenné est occupé à cette époque à agrandir et à embellir le parc. Persius agrandit le château du côté nord avec une petite entrée d'honneur à l'italienne et construit une grande grange près de la serre. Le château est proche d'autres domaines royaux comme le château de Cecilienhof, le château de Babelsberg, le château de Glienicke et le château de Pfaueninsel (de).
Après la révolution de novembre 1918, le château est habité par le ministre des finances Albert Südekum, puis par Eberhard Cranz entre 1922 et 1934. Il est ensuite la demeure du général Friedrich Alpers qui reconstruit l'intérieur, et tout le décor baroque disparaît. Il aménage une salle de banquet, une terrasse et fait construire des communs et une petite fauconnerie.
Le château du temps de la république démocratique allemande devient un foyer pour l'enfance et une maison de rééducation pour anciens partisans du régime national-socialiste. La Volksarmee s'y installe ensuite, puis les services de la douane en 1973. La serre est détruite et le parc sert de parc d'entraînement pour les chiens des services de la douane est-allemande.
Le château appartient à partir de 1993 à la Fondation des châteaux et jardins prussiens qui réhabilite le parc, comme à l'époque de Lenné. Le château et ses dépendances deviennent un musée et l'on ouvre un café dans l'un des bâtiments. Des expositions sont organisées régulièrement. Il est apparu récemment comme décor de séries télévisées allemandes.

## Source
- (de) Cet article est partiellement ou en totalité issu de l’article de Wikipédia en allemand intitulé « Schloss Sacrow » (voir la liste des auteurs).